# 布赖恩—查莫罗条约
布赖恩-查莫罗条约（英語：The Bryan–Chamorro Treaty），尼加拉瓜总统阿道尔弗·迪亚斯为了感谢美国总统伍德罗·威尔逊对其政权的支持，于1914年8月5日派尼加拉瓜的埃米利亚诺·查莫罗·瓦加斯赴美国与美国国务卿威廉·詹宁斯·布莱恩签署的一份不平等条约，条约授予了美国建造一条跨洋运河的权利，该运河将通过尼加拉瓜连接加勒比海和太平洋。

## 背景
20世纪初美国对拉美多个国家进行军事干涉。在尼加拉瓜通过军事手段，支持阿道尔弗·迪亚斯担任总统。

## 内容
- 美国支付尼加拉瓜三百万美元；
- 美国获得在尼加拉瓜开凿并使用运河的权利；
- 美国获得租借尼加拉瓜岛屿九十九年的权利；
- 美国获得在尼加拉瓜建立海军基地的权利。

## 影响
美国可以在尼加拉瓜垄断各种经济、军事特权。

## 废除
条约于1970年7月14日正式被废除。